# BBC World News
Би-Би-Си ворлд њуз (енгл. BBC World News — „Би-Би-Си светске вести”) телевизијски је канал Би-Би-Сија који емитује вести и информације о тренутним дешавањима. Има највећу публику од било ког Би-Би-Сијевог канала. Почео је са емитовањем изван Европе 11. марта 1991. године, под именом Би-Би-Си ворлд сервис. Године 1995, име му је промењено у Би-Би-Си ворлд, и у Би-Би-Си ворлд њуз 2008. године. На њему се емитује телевизијски програм, у виду вести, документарних филмова, програма о животном стилу и интервјуа. Има више запослених, дописника и међународних бироа него било који други међународни канал који емитује вести. За разлику од Би-Би-Сијевих домаћих канала, компанија BBC Global News Ltd поседује и управља Би-Би-Си Светским вестима, и оне су део Би-Би-Сијеве комерцијалне групе компанија, те су зато финансиране су преко претплата и накнада за рекламирање, а не преко телевизијске претплатеу Уједињеном Краљевству. Канал није у директном власништву компаније Би-Би-Си .
Покренут 11. марта 1991. као BBC World Service Television изван Европе, његово име је промењено у BBC World дана 16. јануара 1995. и у BBC World News дана 21. априла 2008. и поново у BBC News (International) дана 3. априла 2023. након консолидације са домаћим BBC News каналом. Према BBC-ју, комбинованих седам канала Global News операција имају највећи удео на тржишту публике међу свим својим ривалима, са процењених 99 милиона гледалаца недељно у периоду 2016–2017, што је део процењених 121 милиона недељне публике свих њених операција.

## Историја
Канал је првобитно почео да се емитује под називом BBC World Service Television, иако за разлику од BBC World Service-а, којег је влада увек финансирала, Британска влада одбила је да продужи финансијску помоћ Стране канцеларије. Почео је са емитовањем 11. марта 1991. године, након двонедељне пробе, у почетку као получасовни програм једном дневно у 7 сати увече по GMT. Уредник програма је био Јохан „Џон” Рамсленд, са Светског радио сервиса, заједно са Џоном Егзелбијем са домаћег канала Би-Би-Си ТВ њуз који је био његов руководећи уредник. Првобитно је слику уређивао тим којег су чинили Боб Сколс, Питер Хоџ и Мајк Кејси.
Дизајн BBC World при емитовање је значајно промењен 3. априла 2000. године, приближавајући га изгледу његовог сестринског канала у Великој Британији који је тада био познат као BBC News 24, чији је изглед у етру редизајниран 1999. године. Изглед оба канала је сачињен од црвене и крем боје и дизајнирао га је Ламби-Најрн, са музиком заснованом на стилу описаном као 'бубњеви и бипови' који је компоновао Дејвид Лав, што је одступање од опште оркестарске природе музике коју користе друге вести. програме.

### Селидба на нову локацију
BBC World News се преселио у Бродкастинг Хаус из свог претходног дома у Телевизијском центру 14. јануара 2013. Ово је био део пресељења BBC News и других аудио и видео одељења Би-Би-Сија у једну зграду у централном Лондону. Бродкастинг Хаус је простор реновиран по цени од милијарду фунти. Изграђена је нова редакција и неколико најсавременијих студија.

### Консолидација са домаћим BBC News каналом
Дана 26. маја 2022. године, као део планираних рестрикција и рационализације широм организације, BBC је објавио планове за консолидацију домаћи BBC News канал у Великој Британији са BBC World News. Намера је била да домаћа и међународна верзија деле већу количину садржаја, уз задржавање могућности за онемогућавање када је то потребно. Би-Би-Си је промовисао да ће сервис понудити „нове водеће програме концентрисане око новинара високог профила и програме наручене за више платформи“. У припреми за проширење, BBC је почео да додаје додатно особље свом бироу у Вашингтону.
Прва фаза ових промена ступила је на снагу 3. априла 2023. године, када је BBC World News канал променио име у BBC News и почео да консолидује своје емисије и програме у етру са британским BBC News каналом. Ово је резултирало отпуштањем око 50 запослених, укључујући водитеље Дејвида Ејдса, Џоану Гослинг и Тима Вилкокса. Упркос променама, међународни садржај BBC News — који наставља да дистрибуира BBC Studios — и даље одбија специфичне програме који су прилагођени за публику у Уједињеном Краљевству, као што су симултано емитовање вести BBC One и Newsnight; Дедлајн Холивуд је известио да је као одговор на забринутост због аранжмана од стране регулатора за телекомуникације и радиодифузију Ofcom, BBC News разматрао омогућавање више одустајања специфичних за УК.

## Емитовање
Раније се канал емитовао у омеру 4:3, са вестима које су биле уграђене у оквир 14:9 за дигитално и за аналогно емитовање, што је резултирало црним тракама на врху и дну екрана. Дана 13. јануара 2009. у 09:57 GMT, BBC World News је променио своје емитовање на формат 16:9, првобитно у Европи на сателиту Астра 1L, и сателиту Еутелсат Хот Бирд 6 за друге канале емитовања у азијском региону од 20. јануара 2009. Канал је престао да емитује на аналогном сателиту 18. априла 2006. године.

### Телевизија високе резолуције
Као резултат преласка у Бродкастинг Хаус, BBC World News је добио студије високе резолуције и опрему за емитовање у високој резолуцији. Дана 5. августа 2013. године, BBC World News је понуђен као садржај високе резолуције (HD) широм Блиског истока када је покренуо свој међународни HD канал на Арапској организацији за сателитске комуникације. Арабсат је био први BBC-јев партнер за дистрибуцију на Блиском истоку који је понудио канал у HD формату. Дана 1. априла 2015. године BBC World News на енглеском су почеле да се емитују у високој резолуцији са 11,229 GHz/V транспондера на Астра 1KR на орбиталној позицији 19.2°E, доступној гледаоцима бесплатно са антенама од 60 cm широм Европе и приобаља Северне Африке.

### Свет
BBC World News Невс тврди да их гледа недељна публика од 74 милиона у преко 200 земаља и територија широм света. У Сједињеним Државама, канал је доступан преко провајдера као што су Cablevision, Comcast, Spectrum, Verizon Fios, и U-verse TV. Од 2023. године, америчку дистрибуцију и продају реклама за канал води AMC Networks, који је мањински партнер Би-Би-Сијевог канала забаве BBC America.
Поред тога, BBC World News синдикализује своје дневне и вечерње информативне програме јавним телевизијским станицама широм САД, првобитно одржавајући партнерство за дистрибуцију са WLIW-ом из Гарден Ситија у Њујорку које је трајало од 1998. до октобра 2008. године, када су BBC и WLIW заједнички одлучили да не продужава уговор. BBC World News је касније склопио уговор са Community Television из Јужне Калифорније, према којем ће станица KCET чланица PBS из Лос Анђелеса (која је била јавна независна станица од 2011. до 2018. године) преузети права на дистрибуцију BBC World News America (Споразум KCET-а је од тада проширен тако да обухвата полусатну симултану емисију 90-минутног подневног билтена вести GMT, који се емитује у САД као јутарња емисија, и недељно издање BBC магазина за вести Newsnight).
Од јуна 2019. године, дистрибуцијом програма се бави станица WETA, члан PBS-а из Вашингтона, која такође производи друге мрежене вести и програме за односе са јавношћу као што су PBS NewsHour и Washington Week. PBS је одвојено почео да дистрибуира још један програм који је емитовао канал, Beyond 100 Days, као касно емитовање са касете 2. јануара 2018, као привремену замену за Charlie Rose. За разлику од GMT и BBC World News America, Beyond 100 Days се дистрибуира искључиво станицама чланицама PBS-а као део основног програма.
Кина је забранила BBC World News 2021. године, иако је приступ већ био озбиљно ограничен пре тога, а оно што је преношено је цензурисано, а делове емисије су затамњивали цензори који су радили уживо. Забрањена је због извјештавања о Ујгурском геноциду и као одмазда за забрану CGTN-а на британском тржишту због кршења националних прописа о емитовању.

### Онлајн
Канал је доступан у САД као део Слинговог пакета додатака World News.

## Награде
BBC World News је проглашен за најбољи међународни информативни канал на додели награде Удружења за међународну радиодифузију у новембру 2006. године. Освојио је награду Пибоди 2007. за Село белог коња и још једну 2009. године за Где је давање живота смртна казна.